# Hurry On
Hurry On (7 mai 1913 – 1936) est un cheval de course pur-sang britannique.

## Carrière de courses
Ce poulain très imposant, toisant environ 1,72 mètre au garrot avait été acquis yearling par James Buchanan, producteur de Scotch whisky puis au Baron Woolavington, pour la somme de 500 guinées. Né tard dans l'année, un 7 mai, Hurry On n'a pas couru à l'âge de deux ans et ne fut pas engagé dans le Derby d'Epsom. Mais il demeura invaincu tout au long de son année de trois ans, remportant notamment le St. Leger Stakes à Newmarket et la Jockey Club Cup. Le légendaire Fred Darling le tenait pour le meilleur pur-sang qu'il ait jamais entraîné.

## Au haras
Issu de Marcovil, un étalon assez ordinaire, et d'une poulinière, Tout Suite, demeurée inédite, Hurry On a relancé la lignée de Matchem grâce à ses talents de reproducteur. La première jument qu'il couvrit donna naissance, au printemps suivant, à Captain Cuttle, le premier de ses trois fils à remporter le derby d'Epsom, et il ne cessa de donner des chevaux doués autant pour la course que pour l'élevage. Il devient Tête de liste des étalons en Angleterre et en Irlande en 1926, alors que ses services sont facturés à 200 guinées la saillie, un chiffre conséquent à l'époque.
Parmi ses meilleurs produits, citons  année où son fils Coronach égale Captain Cuttle à Epsom. Il engendre un troisième gagnant du Derby, Call Boy, ainsi que 
Parmi ses poulains notables :
- Captain Cuttle (GB) 1919, vainqueur du Derby d'Epsom, exporté vers l'Italie
- Coronach (GB) 1923, derby winner qui a engendré deux vainqueurs du Derby italien avant d'être vendu et exporté vers la Nouvelle-Zélande, où il a été un bon père qui a produit 16 gagnants de stakes pour 23 victoires[1],[3].
- Call Boy (GB), 1924, vainqueur du Derby d'Epsom,
- Defoe (GB) 1926, étalon réputé en Nouvelle-Zélande
- Excitement (IRE) 1927, étalon réputé en Australie, père de Russia (Melbourne Cup) et d'autres
- Hunting Song (IRE) 1919, tête de liste des étalons en Nouvelle-Zélande pendant six années successives
- Precipitation, un bon cheval de course et un étalon qui a maintenu la lignée de Matchem
- Roger De Busli (GB) 1920, exportés vers l'Australie, père de Rogilla

Du côté des femelles, il a donné des éléments de valeur telles deux vainqueurs des Oaks d'Epsom, Pennycomequick et Toboggan, et deux vainqueurs des 1000 guinées Stakes, Plack et Cresta Run. Ses filles ont elles aussi tracé au haras, donnant sept vainqueurs de classiques, et il fut tête de liste des pères de mères en Angleterre et en Irlande en 1938, 1944 et 1945.